# بندياكة فلفيتشية
بندياكة فلفيتشية (الاسم العلمي:Pandiaka welwitschii) هي نوع من النباتات تتبع جنس البندياكة من الفصيلة القطيفية.